# Les Six Serviteurs
Les Six Serviteurs, en allemand : Die sechs Diener, est un conte populaire allemand qui figure parmi ceux recueillis par les frères Grimm dans le deuxième volume de Contes de l'enfance et du foyer (Kinder- und Hausmärchen, 1815, no KHM 134).

## Synopsis
Dans un lointain royaume, la reine est une vieille sorcière. Sa fille est très belle et attire de nombreux prétendants. Mais la reine les soumet à des épreuves si difficiles qu'ils échouent les uns après les autres et sont tous condamnés à mort. Jusqu'au jour où arrive un nouveau prétendant, flanqué de six serviteurs plus étranges les uns que les autres. Vue Perçante, l'Interminable, l'Énorme, Fine Oreille, Œil de Feu et Frileux ont chacun une qualité exceptionnelle qui permet au prince de déjouer les terribles pièges de la sorcière et d'épouser sa fille.

## Classification et analogies
La classification Aarne-Thompson, qui regroupe les contes populaires par contes-types, range Les Six Serviteurs sous la rubrique AT 513A (« Six compagnons vont par le monde entier »).
Six à qui rien ne résiste (de) (Sechse kommen durch die ganze Welt, KHM 71), à partir de la 2e édition appartient également à ce type.
L'histoire est très similaire à d'autres contes folkloriques européens et d'autres contes de fées sur un homme avec des serviteurs très talentueux. Parmi ces récits, citons Le Malin Petit Tailleur (de) (Vom klugen Schneiderlein, KHM 114), Long, Broad and Sharpsight (en) et How the Hermit Helped to Win the King's Daughter (en). Gottfried August Bürger inclut les éléments de ce conte dans l'une des histoires du Baron de Münchhausen.
L'Oiseau griffon (de) (Der Vogel Greif, KHM 165) est rangé sous la rubrique voisine AT 513B (« Le Bateau qui va sur terre comme sur l'eau »).

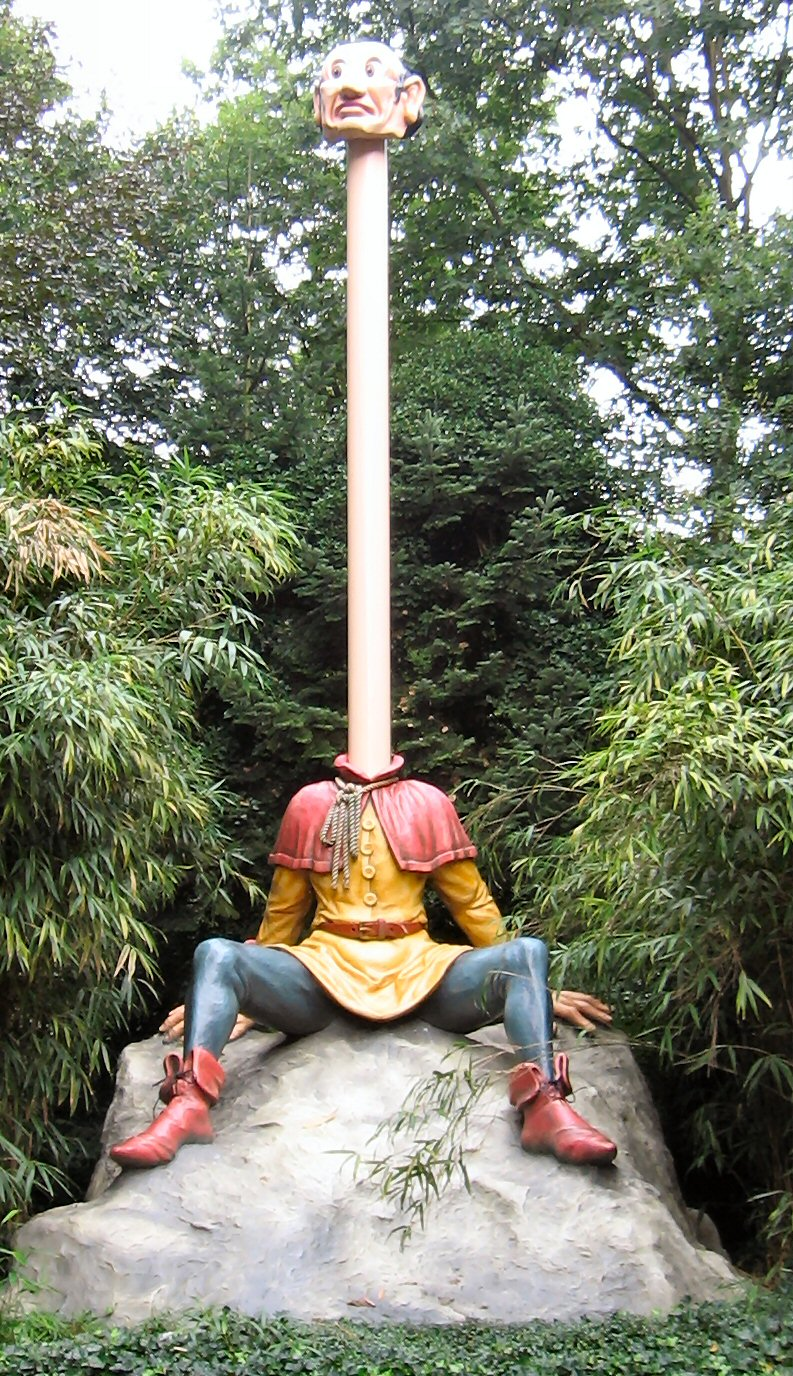
Dans le Bois des Contes, à Efteling.

L'histoire et sa trame apparaissent dans le Pentamerone de Giambattista Basile en Italie, XVIIe siècle.

## Adaptation
Un épisode de la première saison de la série d'animation Simsala Grimm en 1999.
Le conte de fées est bien connu aux Pays-Bas, car il est représenté parmi d'autres dans le parc d'attractions Efteling à Kaatsheuvel. Une grande statue animatronique du serviteur au long cou y est visible depuis 1952, racontant l'histoire aux visiteurs grâce à un enregistrement audio. Cette statue, appelée Langnek — Longcou — est également une mascotte du parc.